# Werneuchen
Werneuchen je obec v německém spolkovém státě Braniborsko, leží východně od Berlína.

## Geografie
Sousední obce: Ahrensfelde, Bernau bei Berlin, Biesenthal, Altlandsberg, Panketal a Prötzel.
Části obce:
- Hirschfelde
- Krummensee
- Schönfeld
- Seefeld mit Löhme
- Tiefensee
- město Werneuchen
- Weesow
- Willmersdorf

## Slavní obyvatelé města
- Eduard Arnhold, bankéř a filantrop
- Brigitte Helm, herečka

## Partnerská města
- Dziwnów
- Ustronie Morskie